# 高明市
高明市，广东省旧市（县级市）名。
1994年改高明县置，隶属佛山市，2002年12月撤销高明市，改建高明区。高明市撤销前总人口301,041人（2000年人口普查）。